# Rössler-aantrekker
De Rössler-aantrekker (vernoemd naar Otto E. Rössler) is een vreemde aantrekker die door de volgende differentiaalvergelijkingen wordt beschreven:
{\displaystyle {\begin{aligned}{\dot {X}}&=-(Y+Z)\\{\dot {Y}}&=X+aY\\{\dot {Z}}&=b+(X-c)Z\end{aligned}}}
De numerieke oplossing (met behulp van de Runge-Kuttamethode) ziet er zo uit voor de parameters a = 0,15, b = 0,20, c = 10, 10.000 stappen, dt = 0,5:

## Trivia
Volgens Rössler zelf putte hij de inspiratie voor het opstellen van dit model door te kijken naar de bewegingen van een kneedmachine voor bonbons op Coney Island.